# Eni Imami
Eni Imami (Tirana, 19 dicembre 1992) è un calciatore albanese, centrocampista o difensore del Vora.

## Carriera

### Club
Ha giocato nella prima divisione albanese.

### Nazionale
Ha giocato nelle nazionali giovanili albanesi Under-17 ed Under-19.
Debutta con l'Under-21 il 14 novembre 2011 contro il Portogallo.

## Statistiche

### Presenze e reti nei club
Statistiche aggiornate al 25 febbraio 2022.
| Stagione             | Squadra              | Campionato           | Campionato | Campionato | Coppe nazionali | Coppe nazionali | Coppe nazionali | Coppe continentali | Coppe continentali | Coppe continentali | Altre coppe | Altre coppe | Altre coppe | Totale | Totale |
| Stagione             | Squadra              | Comp                 | Pres       | Reti       | Comp            | Pres            | Reti            | Comp               | Pres               | Reti               | Comp        | Pres        | Reti        | Pres   | Reti   |
| -------------------- | -------------------- | -------------------- | ---------- | ---------- | --------------- | --------------- | --------------- | ------------------ | ------------------ | ------------------ | ----------- | ----------- | ----------- | ------ | ------ |
| 2009-2010            | Dinamo Tirana        | KS                   | 4          | 0          | CA              | 0               | 0               | -                  | -                  | -                  | -           | -           | -           | 4      | 0      |
| 2010-2011            | Dinamo Tirana        | KS                   | 3+1        | 0          | CA              | 1               | 0               | UCL                | 0                  | 0                  | SA          | 0           | 0           | 5      | 0      |
| 2011-2012            | Dinamo Tirana        | KS                   | 19         | 0          | CA              | 1               | 0               | -                  | -                  | -                  | -           | -           | -           | 20     | 0      |
| 2012-gen. 2013       | Laçi                 | KS                   | 1          | 0          | CA              | 2               | 0               | -                  | -                  | -                  | -           | -           | -           | 3      | 0      |
| gen.-giu. 2013       | Dinamo Tirana        | KP                   | 13         | 3          | CA              | 0               | 0               | -                  | -                  | -                  | -           | -           | -           | 13     | 3      |
| 2013-gen. 2014       | Biaschesi            | 2L                   | 10         | 0          | CS              | 0               | 0               | -                  | -                  | -                  | -           | -           | -           | 10     | 0      |
| gen.-giu. 2014       | Teuta                | KS                   | 1          | 0          | CA              | 1               | 0               | -                  | -                  | -                  | -           | -           | -           | 2      | 0      |
| 2014-2015            | Dinamo Tirana        | KP                   | 25         | 6          | CA              | 2               | 0               | -                  | -                  | -                  | -           | -           | -           | 27     | 6      |
| 2015-gen. 2016       | Dinamo Tirana        | KP                   | 13         | 0          | CA              | 0               | 0               | -                  | -                  | -                  | -           | -           | -           | 13     | 0      |
| gen.-giu. 2016       | Kukësi               | KS                   | 3          | 0          | CA              | 1               | 0               | UEL                | -                  | -                  | -           | -           | -           | 4      | 0      |
| 2016-2017            | Kukësi               | KS                   | 22         | 0          | CA              | 6               | 1               | UEL                | -                  | -                  | SA          | 0           | 0           | 28     | 1      |
| 2017-2018            | Kukësi               | KS                   | 31         | 0          | CA              | 7               | 0               | UCL                | 0                  | 0                  | SA          | 0           | 0           | 38     | 0      |
| Totale Kukësi        | Totale Kukësi        | Totale Kukësi        | 56         | 0          |                 | 14              | 1               |                    | 0                  | 0                  |             | 0           | 0           | 70     | 1      |
| 2018-2019            | Tirana               | KS                   | 30         | 0          | CA              | 8               | 0               | -                  | -                  | -                  | -           | -           | -           | 38     | 0      |
| 2019-gen. 2020       | Tirana               | KS                   | 11         | 0          | CA              | 2               | 0               | -                  | -                  | -                  | -           | -           | -           | 13     | 0      |
| Totale Tirana        | Totale Tirana        | Totale Tirana        | 41         | 0          |                 | 10              | 0               |                    | -                  | -                  |             | -           | -           | 51     | 0      |
| gen.-lug. 2020       | Skënderbeu           | KS                   | 17         | 0          | CA              | 4               | 0               | -                  | -                  | -                  | -           | -           | -           | 21     | 0      |
| 2020-2021            | Vllaznia             | KS                   | 25         | 1          | CA              | 2               | 0               | -                  | -                  | -                  | -           | -           | -           | 27     | 1      |
| lug.-ago. 2021       | Vllaznia             | KS                   | 0          | 0          | CA              | 0               | 0               | UECL               | 4                  | 1                  | SA          | 0           | 0           | 4      | 1      |
| Totale Vllaznia      | Totale Vllaznia      | Totale Vllaznia      | 25         | 1          |                 | 2               | 0               |                    | 4                  | 1                  |             | 0           | 0           | 31     | 2      |
| 2021-2022            | Dinamo Tirana        | KS                   | 20         | 1          | CA              | 5               | 0               | -                  | -                  | -                  | -           | -           | -           | 25     | 1      |
| Totale Dinamo Tirana | Totale Dinamo Tirana | Totale Dinamo Tirana | 97+1       | 10+0       |                 | 9               | 0               |                    | 0                  | 0                  |             | 0           | 0           | 107    | 10     |
| Totale carriera      | Totale carriera      | Totale carriera      | 248+1      | 11+0       |                 | 42              | 1               |                    | 4                  | 1                  |             | 0           | 0           | 295    | 13     |

### Cronologia presenze e reti in nazionale
| Cronologia completa delle presenze e delle reti in nazionale ― Albania under 21 | Cronologia completa delle presenze e delle reti in nazionale ― Albania under 21 | Cronologia completa delle presenze e delle reti in nazionale ― Albania under 21 | Cronologia completa delle presenze e delle reti in nazionale ― Albania under 21 | Cronologia completa delle presenze e delle reti in nazionale ― Albania under 21 | Cronologia completa delle presenze e delle reti in nazionale ― Albania under 21 | Cronologia completa delle presenze e delle reti in nazionale ― Albania under 21 | Cronologia completa delle presenze e delle reti in nazionale ― Albania under 21 |
| Data                                                                            | Città                                                                           | In casa                                                                         | Risultato                                                                       | Ospiti                                                                          | Competizione                                                                    | Reti                                                                            | Note                                                                            |
| ------------------------------------------------------------------------------- | ------------------------------------------------------------------------------- | ------------------------------------------------------------------------------- | ------------------------------------------------------------------------------- | ------------------------------------------------------------------------------- | ------------------------------------------------------------------------------- | ------------------------------------------------------------------------------- | ------------------------------------------------------------------------------- |
| 14-11-2011                                                                      | Durazzo                                                                         | Albania under 21                                                                | 2 – 2                                                                           | Portogallo under 21                                                             | Qual. Europeo Under-21 2013                                                     | -                                                                               | 57’, 84’                                                                        |
| 05-03-2014                                                                      | Graz                                                                            | Austria under 21                                                                | 1 – 3                                                                           | Albania under 21                                                                | Qual. Europeo Under-21 2015                                                     | -                                                                               | 79’                                                                             |
| Totale                                                                          |                                                                                 | Presenze                                                                        | 2                                                                               |                                                                                 | Reti                                                                            | 0                                                                               |                                                                                 |

## Palmarès

### Club

#### Competizioni nazionali
- Campionato albanese: 2

Dinamo Tirana: 2009-2010
Kukësi: 2016-2017
- Coppa d'Albania: 2

Kukësi: 2015-2016
Vllaznia: 2020-2021
- Supercoppa d'Albania: 1

Kukësi: 2016
- Kategoria e Parë: 1

Vora: 2024-2025